# Ernst Pieper

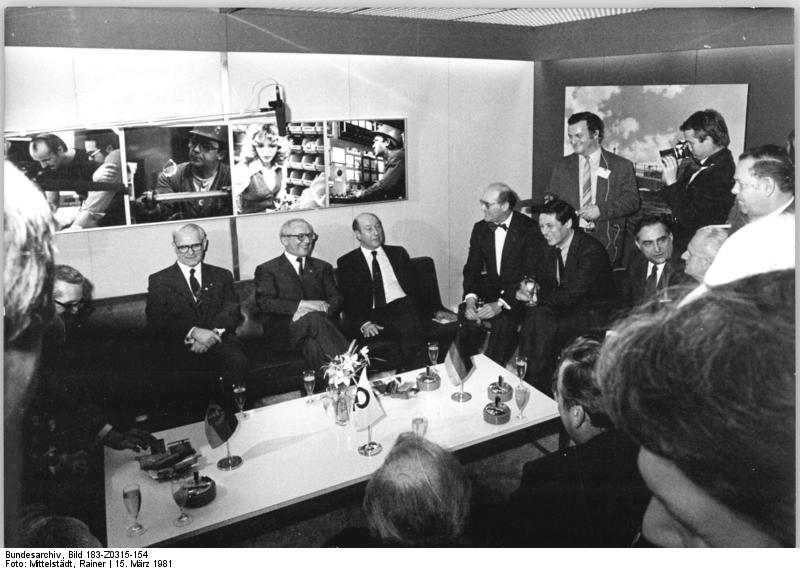
Ernst Pieper (3. von links) während der Leipziger Messe 1981, im Bild auch Erich Honecker (2. von links) und Klaus Bölling (5. von links)

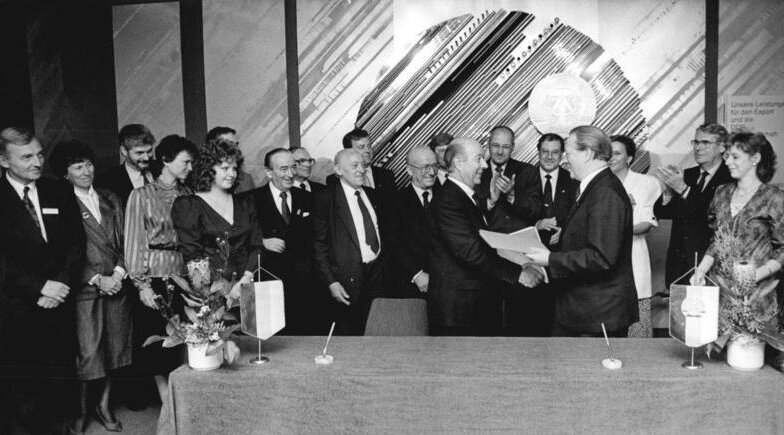
Ernst Pieper (Bildmitte) und Peter Welzel (Metallurgiehandel der DDR) unterzeichneten einen Vertrag über das Walzen von Stahl während der Leipziger Messe 1988

Ernst Pieper (* 20. Dezember 1928 in Gerolstein; † 4. Februar 1995 in Braunschweig) war ein deutscher Industriemanager, ehem. Vorstandsvorsitzender der Salzgitter AG und der Preussag AG.

## Leben
Pieper studierte von 1950 bis 1953 Wirtschaftswissenschaften in Bonn und Köln und legte 1953 sein Examen als Diplom-Kaufmann in Köln ab. Danach arbeitete er ab 1954 bei der Klöckner-Werke AG, Duisburg. 1961 wurde er Leiter der Steuerabteilung der Konzernholding. 1962 wechselte Pieper in das Bundesamt für gewerbliche Wirtschaft. Er fungierte dort als Konzernreferent im Rahmen der Konzentrationsenquete, die das Amt im Auftrag des Bundestages durchzuführen hatte. Seit 1964 im Bundeswirtschaftsministerium, wurde er 1968 Referent für die Beteiligungen des Bundes, 1972 Leiter der Unterabteilung für Investitionsgüterwirtschaft, Chemie und industrielle Bundesbeteiligungen. 1974 übertrug ihm Finanzminister Helmut Schmidt die Leitung der Abteilung VIII „Industrielles Bundesvermögen“ im Bundesfinanzministerium.
Im Mai 1977 trat Pieper in den Vorstand der zu 100 % dem Bund gehörigen Salzgitter AG ein, dessen Vorsitzender er 1979 wurde. Er führte das im Wesentlichen auf Stahl und Schiffbau ausgerichtete und mit einer tiefgreifenden Strukturkrise kämpfende Unternehmen wieder in die Gewinnzone. Nach der gescheiterten Übernahme des Automobilzulieferers Fichtel & Sachs initiierte Pieper die bis dahin größte Fusion in der bundesdeutschen Nachkriegsgeschichte. 1989 übernahm der Rohstoff- und Technologiekonzern Preussag AG die Salzgitter AG zu einem Kaufpreis von ca. 2,5 Mrd. DM. Pieper löste den bisherigen Vorstandsvorsitzenden der Preussag ab und übernahm 1990 die Führung des Konzerns, den er in die Kernbereiche Stahl, NE-Metalle, Energie, Werften und Waggonbau sowie in die Ausbaufelder Verkehr, Gebäudetechnik, Anlagenbau, Umwelt- und Informationstechnik gliederte. Bei diesem Zusammenschluss zeigte es soziales Verantwortungsbewusstsein: Es mussten weder Werke geschlossen werden noch in größerem Umfang Beschäftigte entlassen werden. 1992/93 wurde ein Umsatz von ca. 23 Mrd. DM erreicht. 1994 trat Pieper in den Ruhestand.
Er war Aufsichtsratsmitglied der Continental AG und der Rhenus AG sowie Mitglied des Board of Directors des International Iron and Steel Instituts. Zuletzt war er Aufsichtsratsvorsitzender der Dasa-Nachfolgegesellschaft Aircraft Services Lemwerder.
Pieper war seit 1953 mit Marianne Hansen (1928–1994) verheiratet und hatte mit ihr die gemeinsamen Kinder Joachim (* 1956) und Anne (* 1960). Nach seinem Tode wurde der Marianne und Dr. Ernst Pieper-Fonds von der Universität Tel Aviv in Anerkennung des Engagements des Ehepaars Pieper gegen Antisemitismus und für die deutsch-jüdische Aussöhnung gegründet.

## Ehrungen
- 1982: Großes Bundesverdienstkreuz
- 1989: Ehrensenator der TU Braunschweig
- 1991: Niedersächsische Landesmedaille und damit auch das Große Niedersächsische Verdienstkreuz
- 1992: Dr.-Ing. E. h. TU Braunschweig